# Simon Laubscher
Simon Laubscher (* 1998) ist ein Schweizer Unihockeyspieler, der beim Nationalliga-A-Verein Grasshopper Club Zürich unter Vertrag steht.

## Karriere

### Verein
Laubscher stammt aus dem Nachwuchs des SV Wiler-Ersigen und wechselte, nachdem er nahezu alle Nachwuchsstufen des Spitzenverein durchlief, zum Grasshopper Club Zürich, wo er sich mehr Spielzeit erhoffte. Daher wurde er zuerst für ein Jahr an den Grasshopper Club Zürich verliehen und anschliessend fest verpflichtet.

### Nationalmannschaft
Laubscher debütierte 2014 für die U19-Nationalmannscahaft und nahm mit ihr sowohl 215 und 2017 an der Weltmeisterschaft teil.
Seit 2019 gehört Laubscher der U23-Nationamannschaft von Simon Linder an.